# The Bishop's Wife
The Bishop's Wife és un pel·lícula estatunidenca de 1947, dirigida per Henry Koster i protagonitzada per Cary Grant, Loretta Young i David Niven.

## Argument
Preocupat per la construcció d'una catedral, el bisbe Henry Brougham (David Niven) té abandonada la seva família. En resposta a una de les seves pregàries, l'àngel Dudley (Cary Grant) arriba al seu socors. Però s'enamora de la dona del bisbe, Julia (Loretta Young).

## Repartiment
- The Robert Mitchell Boys Choir
- Cary Grant: Dudley
- Loretta Young: Julia Brougham
- David Niven: El bisbe Henry Brougham
- Monty Woolley: Prof. Wutheridge
- James Gleason: Sylvester, el taxista
- Gladys Cooper: Mrs. Hamilton
- Elsa Lanchester: Matilda
- Sara Haden: Mildred Cassaway
- Karolyn Grimes: Debby Brougham
- Tito Vuolo: Maggenti
- Regis Toomey: Mr. Miller
- Sarah Edwards: Mrs. Duffy
- Margaret MacWade: Miss Trumbull
- Anne O'Neal: Mrs. Ward
- Ben Erway: Mr. Perry
- Isabel Jewell: La mare histèrica

## Al voltant de la pel·lícula[2]
- El director original de la pel·lícula era William A. Seiter abans de ser reemplaçat per Henry Koster. En la versió de Seiter Cary Grant interpretava el bisbe i David Niven l'àngel. Després d'haver vist les primeres preses Henry Koster va comprendre que els seus papers no encaixaven i els va intercanviar.
- Un remake va ser dirigit el 1996, The Preacher's Wife amb Denzel Washington i Whitney Houston.

## Premis i nominacions[3]

### Premis
- 1948: Oscar a la millor edició de so per Gordon Sawyer (Samuel Goldwyn SSD)

### Nominacions
- 1948: Oscar a la millor pel·lícula
- 1948: Oscar al millor director per Henry Koster
- 1948: Oscar al millor muntatge per Monica Collingwood
- 1948: Oscar a la millor música per Hugo Friedhofer